# Weweantic (Massachusetts)
Weweantic es un lugar designado por el censo ubicado en el condado de Plymouth en el estado estadounidense de Massachusetts. En el Censo de 2010 tenía una población de 2.105 habitantes y una densidad poblacional de 463,9 personas por km².

## Geografía
Weweantic se encuentra ubicado en las coordenadas 41°44′56″N 70°44′26″O / 41.74889, -70.74056. Según la Oficina del Censo de los Estados Unidos, Weweantic tiene una superficie total de 4.54 km², de la cual 3.29 km² corresponden a tierra firme y (27.57%) 1.25 km² es agua.

## Demografía
Según el censo de 2010, había 2.105 personas residiendo en Weweantic. La densidad de población era de 463,9 hab./km². De los 2.105 habitantes, Weweantic estaba compuesto por el 87.03% blancos, el 3.23% eran afroamericanos, el 0.67% eran amerindios, el 0.38% eran asiáticos, el 0% eran isleños del Pacífico, el 4.23% eran de otras razas y el 4.47% pertenecían a dos o más razas. Del total de la población el 1.66% eran hispanos o latinos de cualquier raza.